# Le Bandeau sur les yeux
Pour plus de détails, voir Fiche technique et Distribution.
Le Bandeau sur les yeux est un film muet français réalisé par Louis Feuillade, sorti en 1917.

## Fiche technique
- Titre : Le Bandeau sur les yeux
- Titre international : The Patch Over the Eyes
- Réalisation : Louis Feuillade
- Société de production : Société des Établissements L. Gaumont
- Société de disreibution : Comptoir Ciné-Location (CCL)
- Pays de production :  France
- Langue : film muet avec les intertitres en français
- Format : Noir et blanc — 35 mm — 1,33:1 — Muet
- Métrage : 1 200 m
- Genre : Comédie dramatique
- Durée : 40 minutes
- Date de sortie : 
  - France : novembre 1917

## Distribution
- Yvette Andréyor
- Camille Bert
- René Cresté
- Louis Leubas
- Olinda Mano
- Édouard Mathé
- Gaston Michel
- Babs Neville